# GAZelle NEXT
Le GAZelle NEXT est une version améliorée de la série originale de fourgonnettes et de camions GAZelle à usage moyen produit par le géant automobile russe GAZ. Il est produit parallèlement à la GAZelle d'origine désormais connue sous le nom de GAZelle Business. 
Le premier modèle disponible est équipé d'un moteur turbo diesel quatre cylindres de Cummins, qui développe 129 chevaux à 3600 tours par minute, avec une consommation de carburant urbaine: 10,5 l / 100km, extra-urbain: 8,5 l / 100km et combiné. 9,0 l / 100km. Le moteur est conforme aux normes d'émission Euro 4 et Euro 5.
Le 10 avril 2013, la production en série de GAZelle Next a été lancée.
Le prix d'origine de la GAZelle à côté de l'équipement de base 650 000 roubles (l'équivalent d'environ 8 000 euros de montant)[réf. nécessaire].
Le 7 mars 2014, la production en série de Gazelle NEXT avec une cabine double a commencé.
En mai 2014, GAZ a reçu l'homologation de type de véhicule européen, ce qui leur a permis de vendre la Gazelle NEXT dans l'Union européenne.
En septembre 2015, l'exposition Comtrans à Moscou comprenait un fourgon et un minibus sur cette base. Les ventes de la fourgonnette ont commencé en avril 2016 et du minibus en novembre 2016.

## Galerie

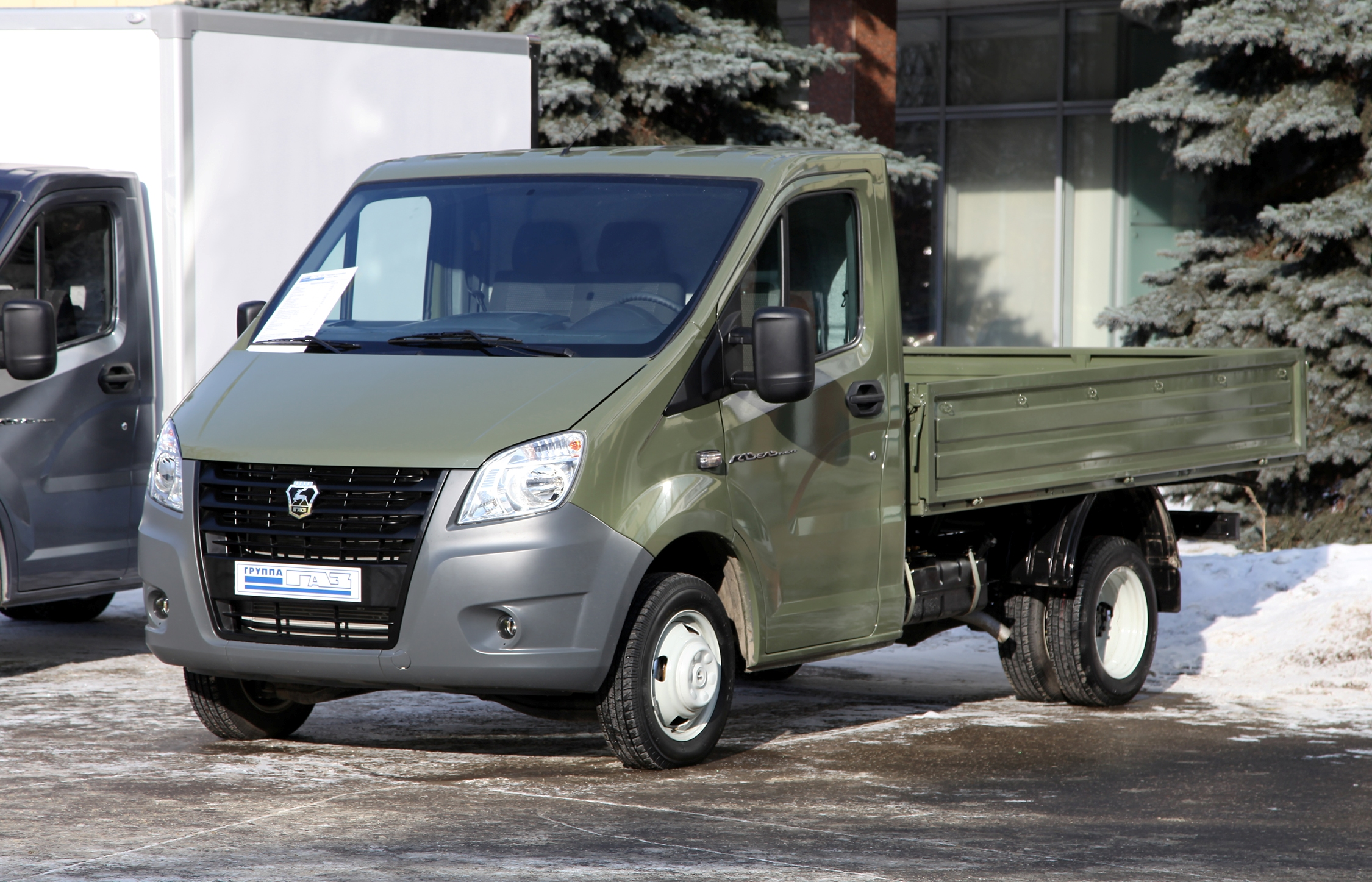
Prototype GAZ-А21R32
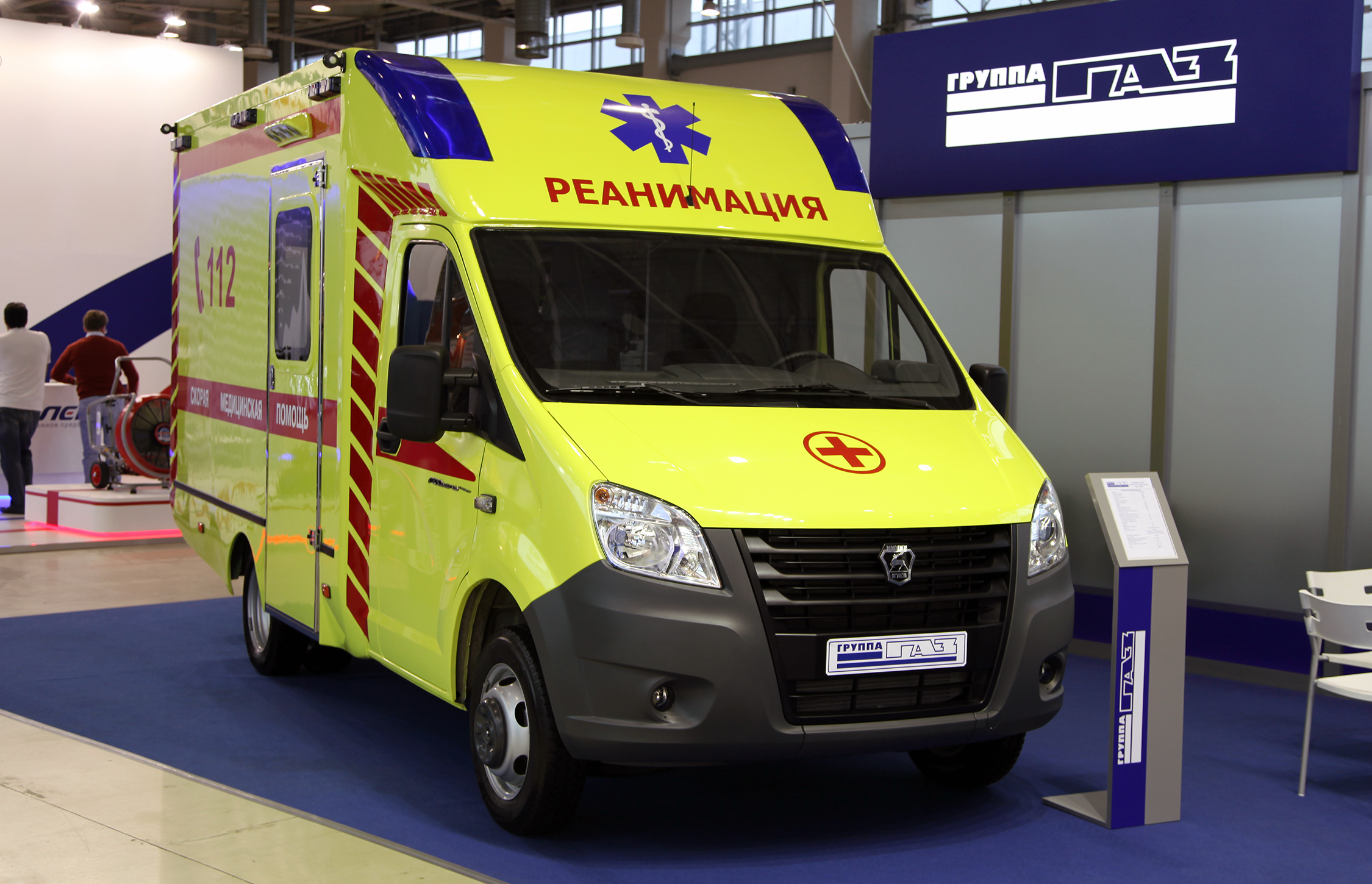
Ambulance GAZ-А21R22
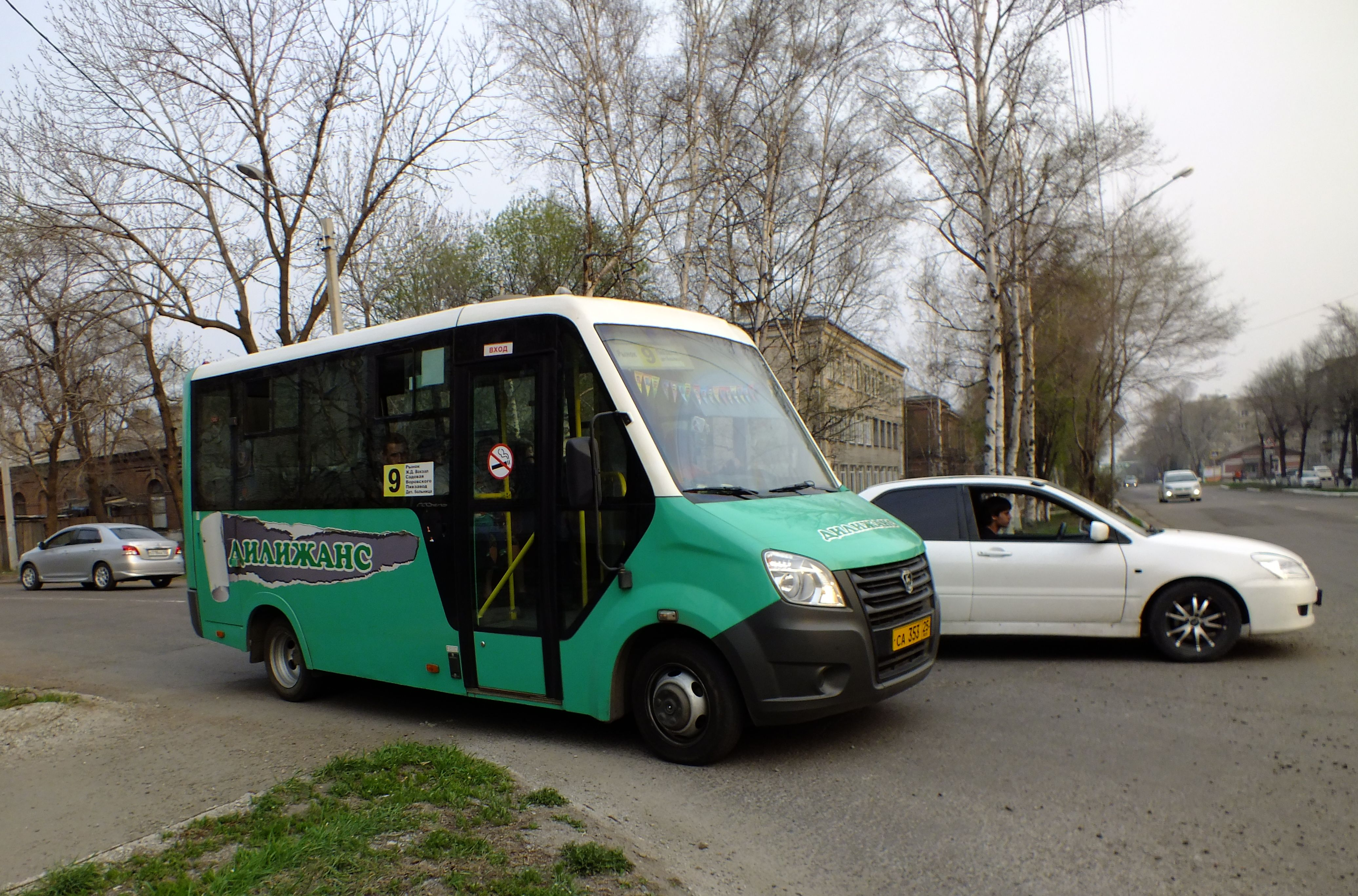
GAZelle Next Cityline